# Un vagabondo alla corte di Francia
Un vagabondo alla corte di Francia (If I Were King) è un film avventuroso statunitense del 1938, diretto da Frank Lloyd e interpretato da Ronald Colman, Basil Rathbone e Frances Dee.
La pellicola prodotta per la Paramount Pictures è l'adattamento cinematografico di Preston Sturges dell'opera omonima della scrittrice Justin Huntly McCarthy del 1901.

## Trama
Il film è la storia romanzata del poeta francese del XV secolo François Villon durante il regno di Luigi XI.

La città di Parigi è assediata dalle truppe del Duca di Borgogna che hanno accerchiato le mura cittadine con la speranza di costringere alla resa il tirannico sovrano Luigi XI.
La popolazione parigina soffre la fame e l'unico uomo ad avere il coraggio di far sentire la sua voce in loro difesa è il poteta vagabondo Villon, il quale si mette a capo di un sommovimento popolare per assalire i magazzini reali alla ricerca di cibo. Inseguito dalle guardie del re, Villon incrocia i passi dello stesso sovrano, in incognito, all'interno di una taverna dove si era rifugiato e viene arrestato.

Il sovrano rimane colpito tuttavia dalle parole di Villon che lo incita a guadagnarsi la lealtà dei suoi sudditi con il rispetto piuttosto che con la paura.
Con lo scopo di dimostrare al poeta che non è facile governare un regno come il suo, lo elegge Conestabile di Francia, carica che ricoprirà per una sola settimana, alla scadenza della quale il poeta verrà giustiziato.

La retta ed encomiabile condotta di Villon nel suo nuovo incarico farà guadagnare al re una nuova popolarità e trasformerà i suoi nemici nell'ombra in nuovi e fedeli alleati.

Gli sarà tuttavia più faticoso costringere i generali del re e la nobiltà a unirsi per rompere l'assedio e sarà tormentato dalla doppia relazione con Hugette, ragazza di strada, e la nobile Catherine de Vaucelles.

## Riconoscimenti
- Premio Oscar 1939
  - Candidatura miglior attore non protagonista: Basil Rathbone
  - Candidatura migliore scenografia
  - Candidatura migliore colonna sonora
  - Candidatura miglior sonoro